# Pallone d'oro FIFA

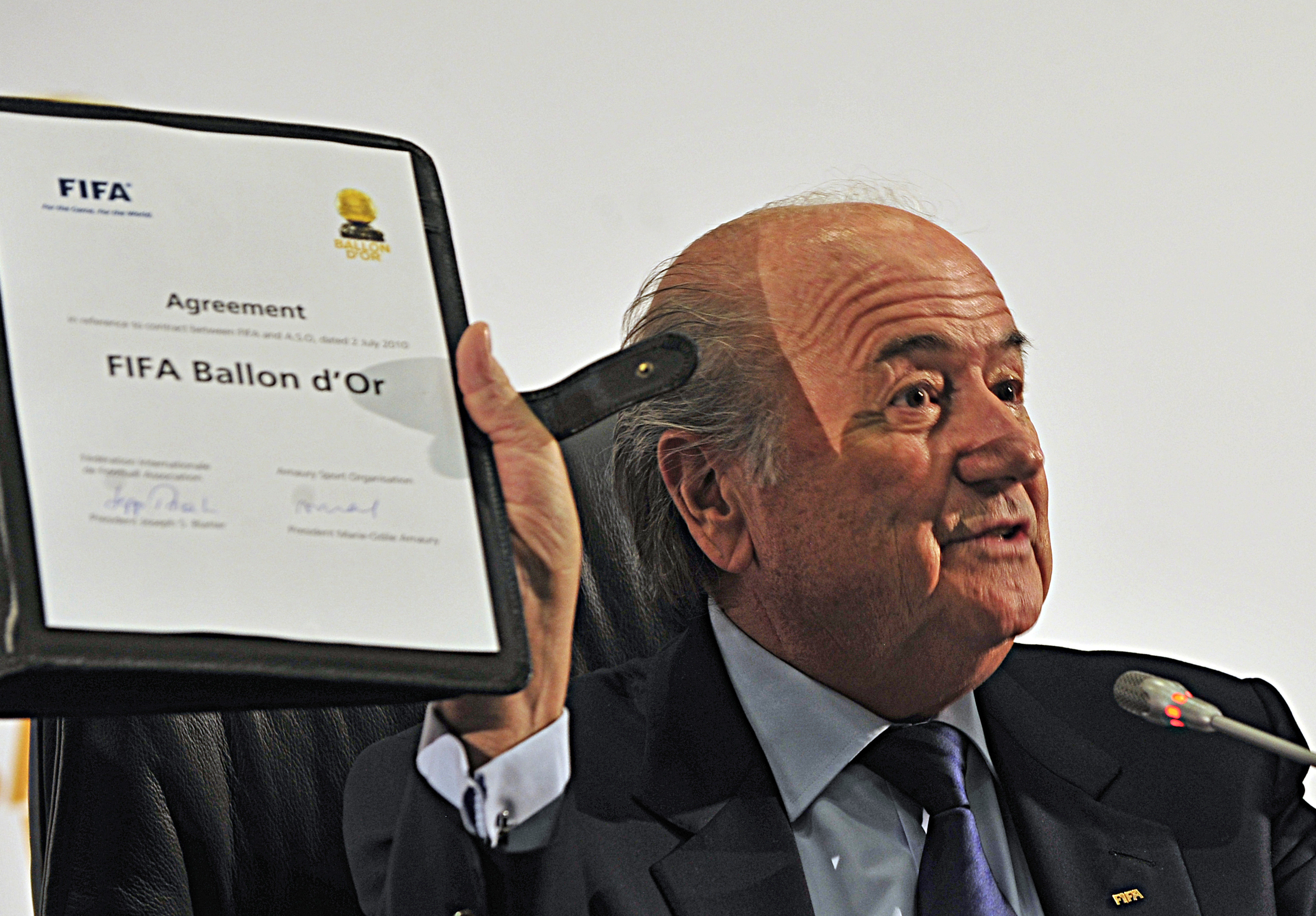
Il presidente della FIFA Sepp Blatter mostra l'accordo che sancisce la nascita del Pallone d'oro FIFA a Johannesburg

Il Pallone d'oro FIFA (FIFA Ballon d'Or) è stato un premio calcistico istituito nel 2010 e soppresso nel 2016. Nato dalla fusione tra il Pallone d'oro di France Football e il FIFA World Player of the Year assegnato dalla FIFA, veniva assegnato annualmente al miglior calciatore del mondo nel corso dell'anno solare.
L'accordo fu siglato il 5 luglio 2010 a Johannesburg tra la FIFA e il gruppo editoriale francese Amaury, che pubblica L'Équipe e France Football. Nella giuria figuravano 208 giornalisti.
L'assegnazione del premio era gestita in compartecipazione dalla rivista France Football e dalla FIFA in base ai voti espressi dai capitani e dai commissari tecnici delle Nazionali di calcio (come avveniva per il FIFA World Player of the Year) e da un giornalista (come avveniva per il Pallone d'oro) per ognuna delle varie nazioni affiliate alla FIFA. Il premio veniva conferito durante il "FIFA Ballon d'Or Gala", che si svolgeva a Zurigo nel mese di gennaio dell'anno successivo; nello stesso evento venivano assegnati anche il FIFA Women's World Player of the Year, il FIFA World Coach of the Year per il calcio maschile e femminile, il FIFA Presidential Award, il FIFA Fair Play Award, il FIFA Puskás Award e il FIFA/FIFPro World XI.
La prima edizione ebbe luogo il 10 gennaio 2010 e fu vinta dall'argentino Lionel Messi, già detentore del Pallone d'oro e del FIFA World Player, il quale vinse anche le edizioni del 2011, 2012 e 2015. Le edizioni del 2013 e 2014 furono vinte da Cristiano Ronaldo, già vincitore del Pallone d'oro e del FIFA World Player nel 2008.
Nel settembre del 2016, France Football e FIFA non trovano più l'accordo per continuare ad assegnare il premio, che di fatto vede nel 2015 la sua ultima edizione: dal 2016 il Pallone d'oro torna a essere assegnato esclusivamente da France Football, mentre la FIFA ha istituito il The Best FIFA Men's Player.
Il palmarès del riconoscimento è considerato continuativo rispetto sia al Pallone d'oro di France Football che al FIFA World Player of the Year e al The Best FIFA Men's Player da parte degli istituti assegnatari del premio e dei media.

## Albo d'oro
| Anno | Pos | Giocatore         | Squadra       |
| ---- | --- | ----------------- | ------------- |
| 2010 | 1º  | Lionel Messi      | Barcellona    |
| 2010 | 2º  | Andrés Iniesta    | Barcellona    |
| 2010 | 3º  | Xavi              | Barcellona    |
| 2011 | 1º  | Lionel Messi      | Barcellona    |
| 2011 | 2º  | Cristiano Ronaldo | Real Madrid   |
| 2011 | 3º  | Xavi              | Barcellona    |
| 2012 | 1º  | Lionel Messi      | Barcellona    |
| 2012 | 2º  | Cristiano Ronaldo | Real Madrid   |
| 2012 | 3º  | Andrés Iniesta    | Barcellona    |
| 2013 | 1º  | Cristiano Ronaldo | Real Madrid   |
| 2013 | 2º  | Lionel Messi      | Barcellona    |
| 2013 | 3º  | Franck Ribéry     | Bayern Monaco |
| 2014 | 1º  | Cristiano Ronaldo | Real Madrid   |
| 2014 | 2º  | Lionel Messi      | Barcellona    |
| 2014 | 3º  | Manuel Neuer      | Bayern Monaco |
| 2015 | 1º  | Lionel Messi      | Barcellona    |
| 2015 | 2º  | Cristiano Ronaldo | Real Madrid   |
| 2015 | 3º  | Neymar            | Barcellona    |

## Classifica per giocatori

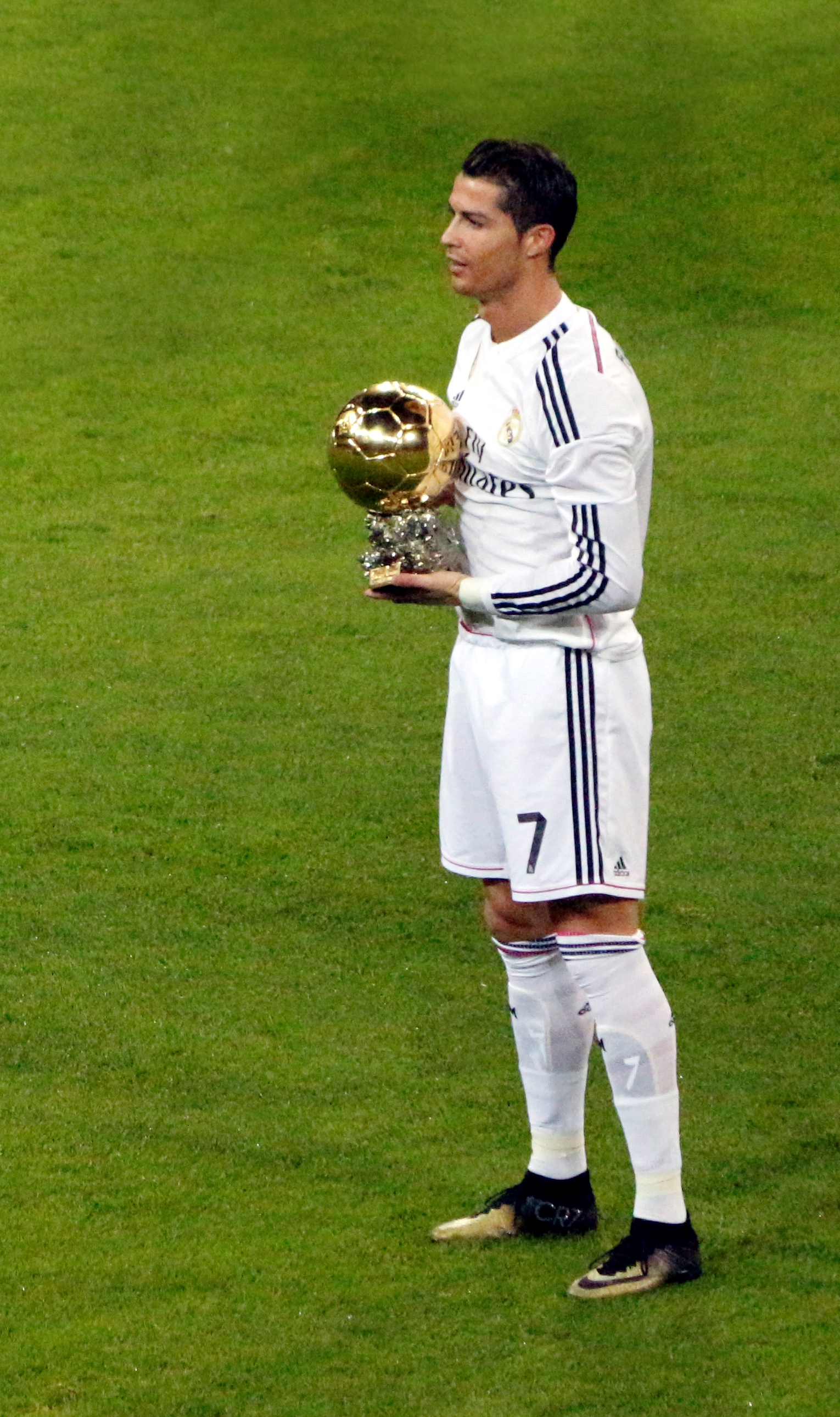
Cristiano Ronaldo con il Pallone d'oro FIFA vinto nel 2014.

| Pos | Calciatore        | 1º                         | 2º                   | 3º             |
| --- | ----------------- | -------------------------- | -------------------- | -------------- |
| 1   | Lionel Messi      | 4 (2010, 2011, 2012, 2015) | 2 (2013, 2014)       | 0              |
| 2   | Cristiano Ronaldo | 2 (2013, 2014)             | 3 (2011, 2012, 2015) | 0              |
| 3   | Andrés Iniesta    | 0                          | 1 (2010)             | 1 (2012)       |
| 4   | Xavi              | 0                          | 0                    | 2 (2010, 2011) |
| 5   | Manuel Neuer      | 0                          | 0                    | 1 (2013)       |
| 6   | Franck Ribéry     | 0                          | 0                    | 1 (2014)       |
| 7   | Neymar            | 0                          | 0                    | 1 (2015)       |

## Classifica per nazionalità
| Pos | Nazione    | 1º                         | 2º                   | 3º                   |
| --- | ---------- | -------------------------- | -------------------- | -------------------- |
| 1   | Argentina  | 4 (2010, 2011, 2012, 2015) | 2 (2013, 2014)       | 0                    |
| 2   | Portogallo | 2 (2013, 2014)             | 3 (2011, 2012, 2015) | 0                    |
| 3   | Spagna     | 0                          | 1 (2010)             | 3 (2010, 2011, 2012) |
| 4   | Francia    | 0                          | 0                    | 1 (2013)             |
| 5   | Germania   | 0                          | 0                    | 1 (2014)             |
| 6   | Brasile    | 0                          | 0                    | 1 (2015)             |

## Classifica per club
| Pos | Squadra       | 1º                         | 2º                   | 3º                         |
| --- | ------------- | -------------------------- | -------------------- | -------------------------- |
| 1   | Barcellona    | 4 (2010, 2011, 2012, 2015) | 3 (2010, 2013, 2014) | 4 (2010, 2011, 2012, 2015) |
| 2   | Real Madrid   | 2 (2013, 2014)             | 3 (2011, 2012, 2015) | 0                          |
| 3   | Bayern Monaco | 0                          | 0                    | 2 (2013, 2014)             |

## Pallone d'oro onorifico
Nel 2014, Pelé è stato insignito di un Pallone d'oro FIFA onorifico, avendo vinto tre campionati mondiali con la Nazionale brasiliana senza aver mai ricevuto un riconoscimento individuale da France Football e dalla FIFA stessa, dal momento che all'inizio solamente i giocatori europei potevano vincere l'antico Pallone d'oro (motivo per cui, ad esempio, nemmeno Diego Armando Maradona vinse il premio). La regola cambiò nel 1995, quando il premio venne allargato ai calciatori di tutto il mondo a patto che giocassero in Europa: George Weah, liberiano militante all'epoca nel Milan, fu il primo giocatore non europeo a vincere il titolo, proprio nel 1995.